# Église Saint-Jacques-le-Majeur de Moulineaux
L'église Saint-Jacques-le-Majeur de Moulineaux est une église paroissiale en Seine-Maritime en France.

## Historique
Ancienne chapelle royale, elle devient église paroissiale au début du XIIIe siècle. Elle était sous le patronage de Saint-Julien de Petit-Quevilly.
Les fonts baptismaux sont consacrés en 1240. Le jubé est offert  par la famille Carabas au XVIe siècle.
L'église est restaurée dans la deuxième moitié du XIXe siècle par Lucien Lefort.

## Description
Des peintures des XIIIe et XVIIe siècles ornent les murs.
le jubé est composé de bois sculptés 

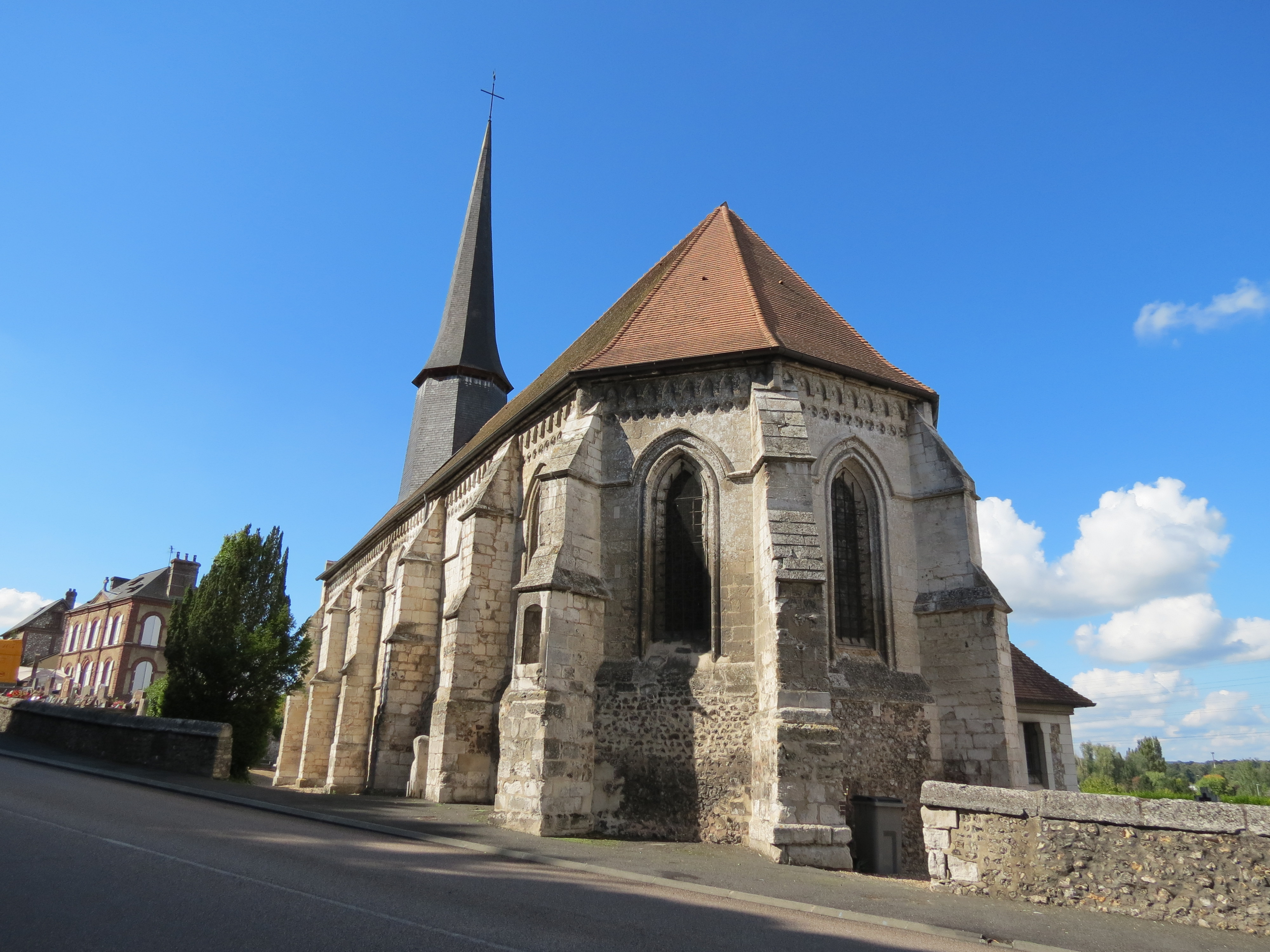
Le chevet
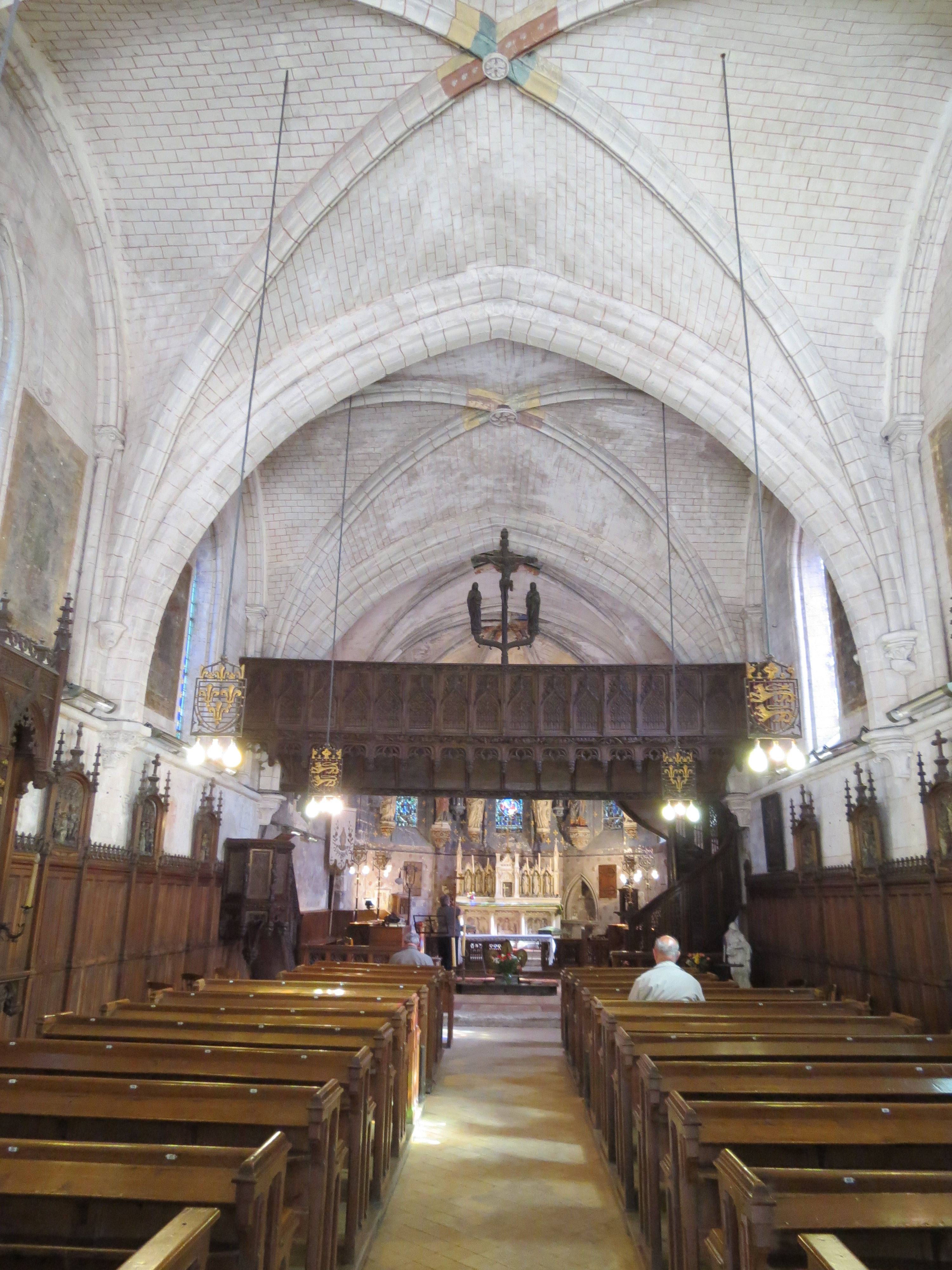
Vue de la nef vers le chœur
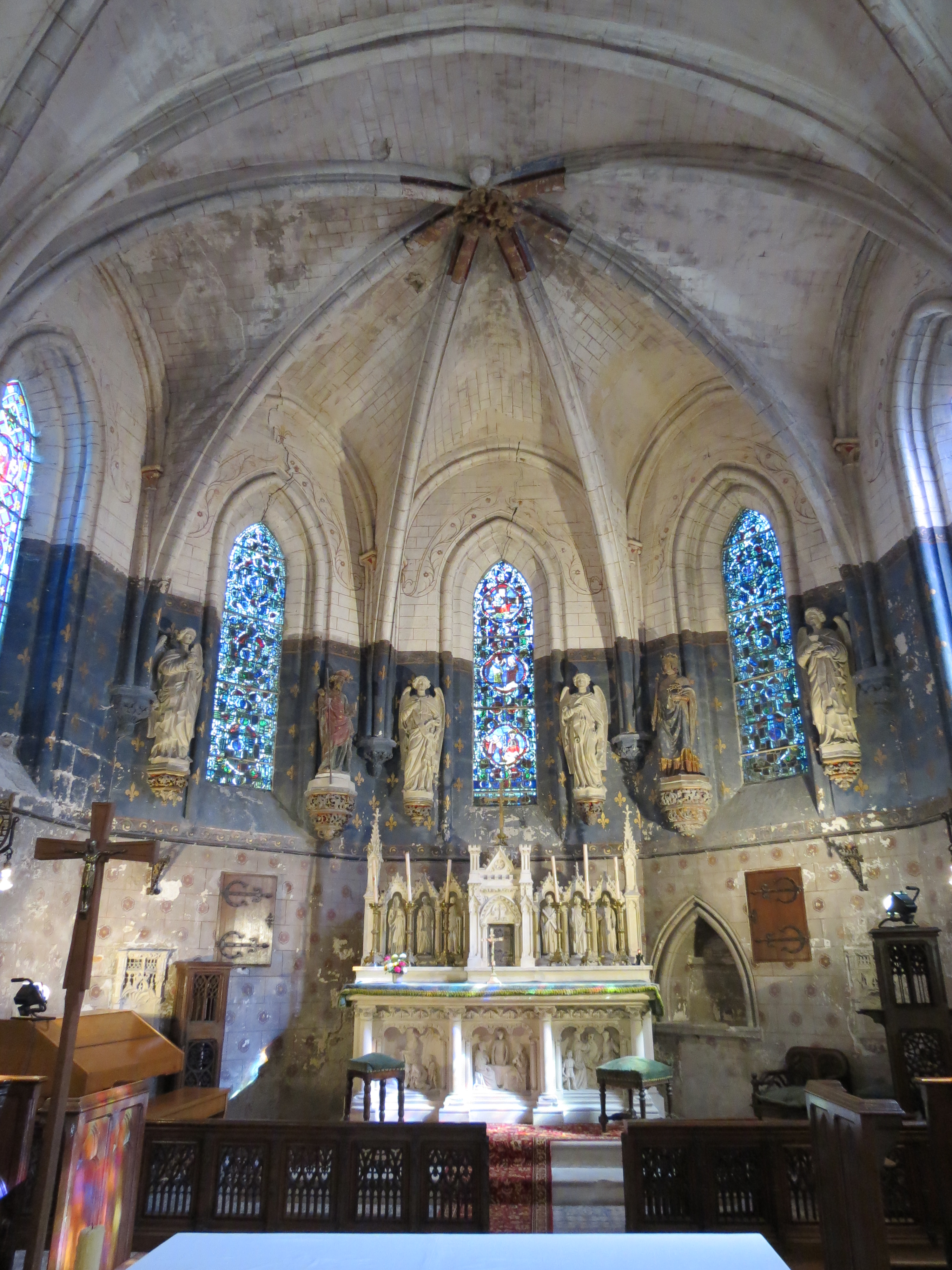
Le chœur
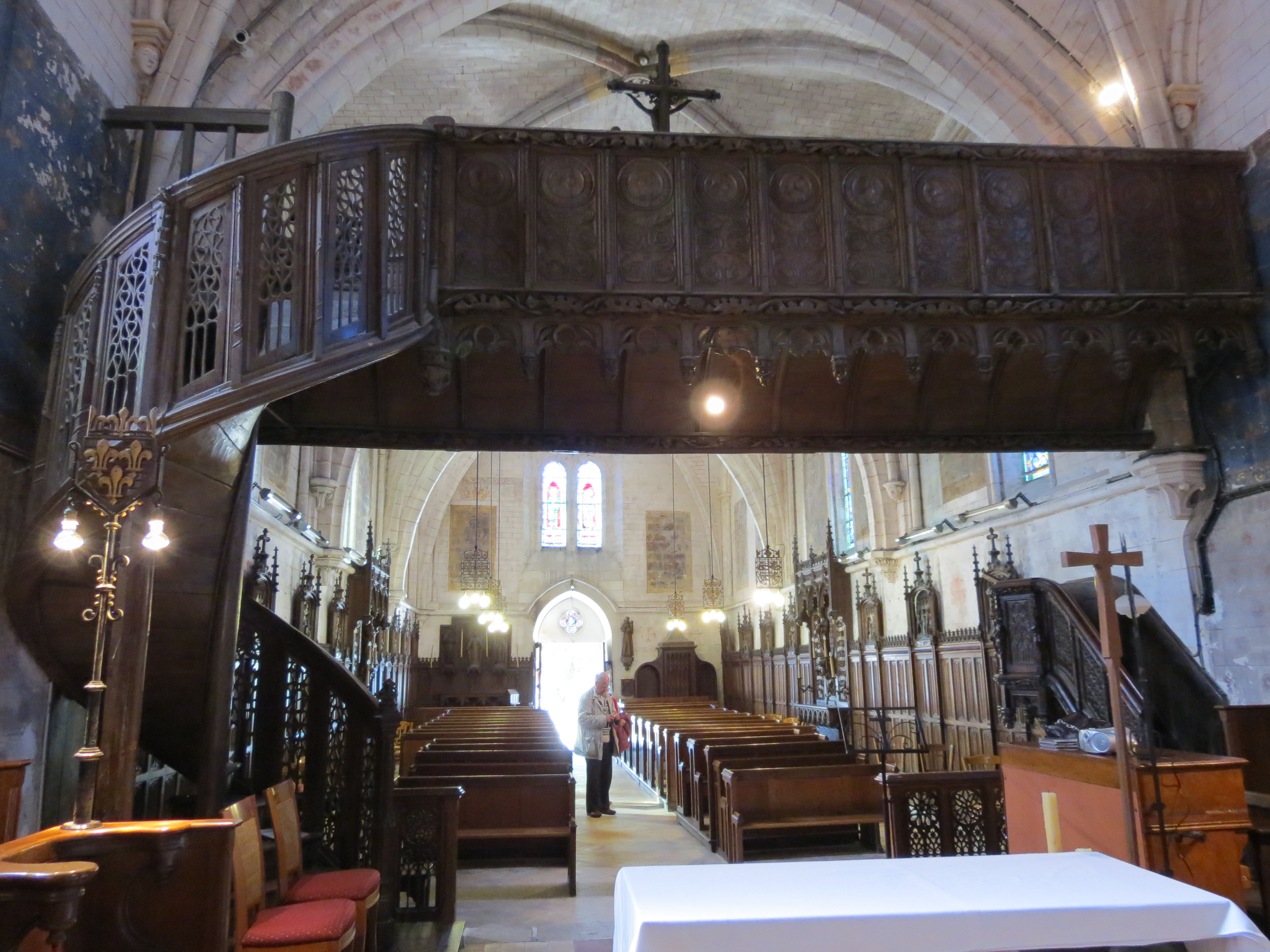
Le jubé et son escalier depuis le chœur
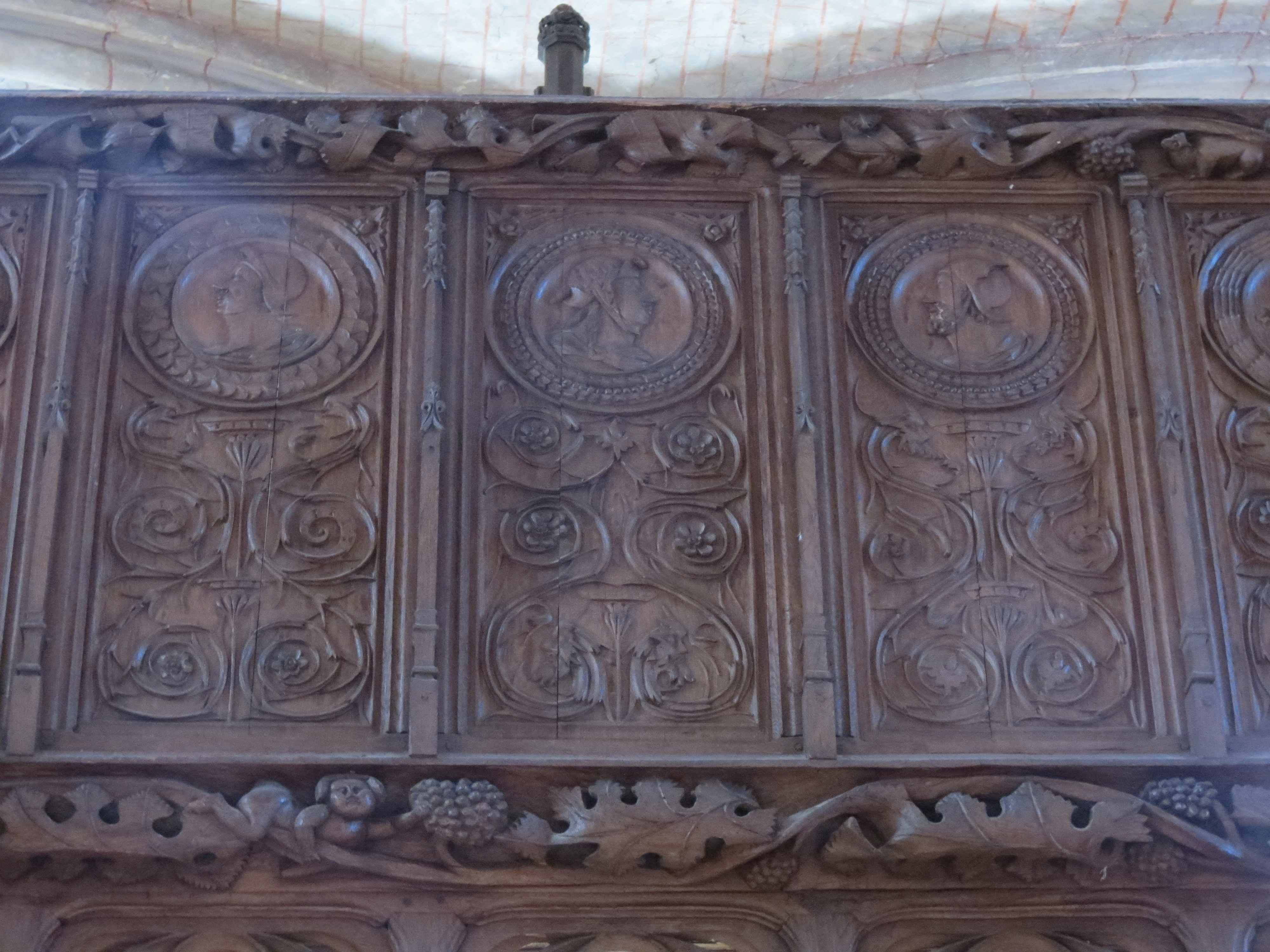
Détail des panneaux sculptés du jubé